# Composición IV
La obra Composición IV (en alemán: Composition IV; en ruso: Композиция IV, romanizado: Kompozítsia IV) es una pintura al óleo realizada por el artista ruso Vasili Kandinski en el año 1911, ya de marcada tendencia abstracta, se conserva en el Kunstsammlung Nordhein-Westfalen en Düsseldorf, Alemania.
Estilo abstracto.

## Contexto
Durante la primera década del siglo XX hasta el principio de la Primera Guerra Mundial, fue la época donde la pintura de Kandinski abandonó la obra figurativa, siendo en esta fecha también cuando empezó a interesarse por la teosofía que aportó referencias espirituales a su trabajo pictórico. Su propuesta abstracta, ocupa un lugar privilegiado en la historia del arte contemporáneo dentro del primer movimiento abstracto, esta propuesta fue parecida a otros movimientos de vanguardia surgidos por estas mismas fechas como el constructivismo o el neoplasticismo, los cuales también reivindicaron un proceso de abstracción progresiva en virtud del cual, las formas se irían reduciendo a líneas rectas horizontales y verticales, y los colores al negro, blanco, gris y los tres primarios.
La utilización de nombres musicales para sus obras, «composición», «improvisación» o «sonoridad», era debida a una concepción sinestésica en la que la equivalencia entre diversos órdenes perceptivos como son imágenes y sonidos o sabores y olores, se aprecia en la pintura de Kandisnki en su interés por la música que trató de unir con su pintura. Los colores los asoció a sonidos y armonías y también a estados de ánimo, todas estas ideas la expresó el pintor en su tratado De lo espiritual en el arte publicado en el año 1911, la misma fecha de la obra Composición IV.

el color es un medio para ejercer una influencia directa sobre el alma. El color es la tecla. El ojo es el martillo templador. El alma es un piano con muchas cuerdas. El artista es la mano que, mediante una tecla determinada, hace vibrar Adecuadamente el alma humana.
 Kandinski (1911) De lo Espiritual en el arte.

## Descripción
En esta pintura prescinde casi totalmente de lo figurativo, sólo la presencia esbozada, como una plantilla en la parte derecha de la pintura, de dos figuras forman parte más de la composición para la armonía de colorido que de realmente una función figurativa. La clave cromática de la obra está sometida al punto de la representación del arco iris que se ve en la parte izquierda asomando entre las montañas, son los acordes que emplea en todo este cuadro el azul, amarillo y verde con toques de rojos.